# Stanisława Pawłowska

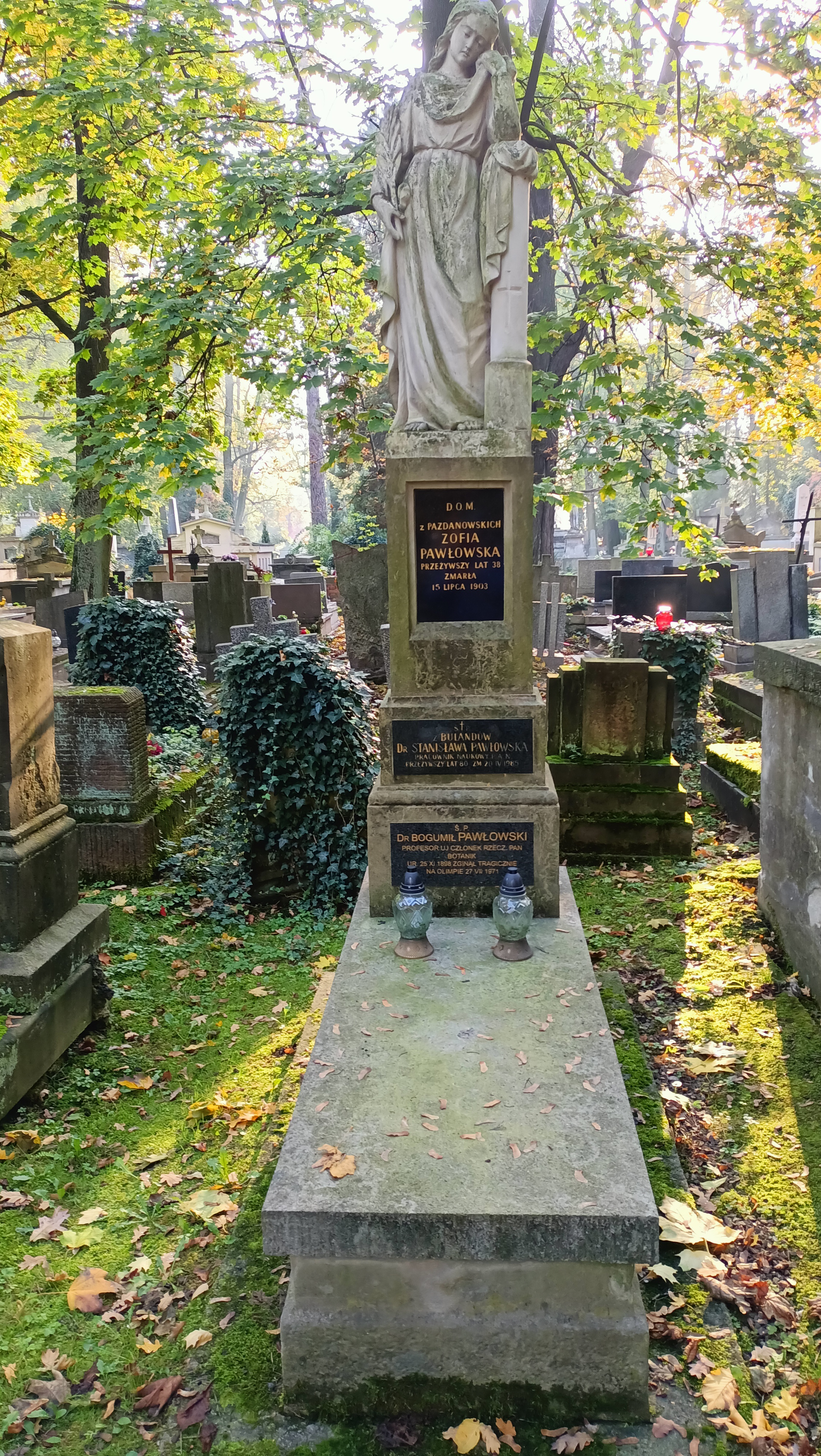
Grób Stanisławy Pawłowskiej na cmentarzu Rakowickim w Krakowie

Stanisława Antonina Pawłowska, z domu Bulanda (ur. 22 czerwca 1905 w Tarnowie, zm. 20 kwietnia 1985 w Krakowie) – uczona polska, botanik, doktor nauk przyrodniczych. Początkowo nauczycielka przyrodoznawstwa, później związana zawodowo z Uniwersytetem Jagiellońskim oraz Instytutem Botaniki Polskiej Akademii Nauk w Krakowie. Przez wiele lat sprawowała opiekę nad zielnikiem roślin naczyniowych PAN i UJ oraz współpracowała z mężem botanikiem Bogumiłem Pawłowskim.

## Życiorys
Była córką tarnowskiego nauczyciela Jana Bulandy i Zofii z Gronowskich. W latach 1912–1915 uczęszczała do szkoły ludowej sióstr urszulanek w Tarnowie. Edukację kontynuowała w II Prywatnym Gimnazjum Żeńskim im. Elizy Orzeszkowej w Tarnowie, w którym zdała egzamin dojrzałości 18 czerwca 1923 r. (czasem błędnie podawana jest data 18 czerwca 1924 r.). 
W 1923 roku podjęła studia w zakresie botaniki i zoologii na Wydziale Filozoficznym Uniwersytetu Jagiellońskiego (1923–1928), wybierając jako kierunek dodatkowy geografię z geologią. We wrześniu 1928 r. została nauczycielką przyrodoznawstwa w swojej dawnej szkole, Prywatnym Gimnazjum Żeńskim im. Orzeszkowej w Tarnowie, gdzie pracowała do czerwca 1934 r.
Wymagane egzaminy naukowe przed Państwową Komisją Egzaminacyjną dla Kandydatów na Nauczycieli Szkół Średnich w Krakowie zdała w 1930 r. Dyplom nauczyciela szkół średnich ze specjalnością w dziedzinie botaniki i zoologii otrzymała 12 maja 1931 r. po przedstawieniu pracy Ogrody botaniczne i zoologiczne oraz ich znaczenie (praca nie publikowana). Już po wojnie, na mocy uchwały Rady Wydziału Humanistycznego Uniwersytetu Jagiellońskiego z 30 kwietnia 1946, jej dyplom nauczycielski uznano za równorzędny z magisterium filozofii w dziedzinie botaniki.
W dniu 28 czerwca 1931 r. poślubiła Bogumiła Pawłowskiego. Ślub odbył się w bazylice katedralnej pw. Narodzenia Najświętszej Maryi Panny w Tarnowie. Mąż pracował wówczas jako docent botaniki na Uniwersytecie Jagiellońskim.
W 1934 r. rozpoczęła pracę jako wolontariuszka w Zielniku Instytutu i Ogrodu Botanicznego Uniwersytetu Jagiellońskiego. Do jej zadań należało dezynfekowanie, porządkowanie i wcielanie zbiorów botanicznych.
Po wojnie od kwietnia 1945 do sierpnia 1947 r. pracowała jako asystentka w Instytucie Botaniki Uniwersytetu Jagiellońskiego, a w okresie od lutego do sierpnia 1949 r. jako asystent bezpłatny. Na czas studiów doktoranckich w latach 1948-1950, pozostała w Instytucie jako wolontariuszka, uzyskując równocześnie stypendium Komitetu dla Popierania Twórczości Naukowej i Artystycznej. Rozprawę doktorską Stanowisko systematyczne i rozmieszczenie geograficzne śledziennicy alpejskiej („Materiały do Fizjografii Kraju”, 1947) przygotowała pod kierunkiem profesora Władysława Szafera i 13 kwietnia 1951 r. obroniła na Wydziale Matematyczno-Przyrodniczym Uniwersytetu Jagiellońskiego. W latach 1951–1954 współpracowała z Wyższą Szkołą Pedagogiczną w Krakowie wykładając fitogeografię, ekologię i geografię roślin.
W 1953 r. została zatrudniona w Zakładzie, a potem w nowo powstałym Instytucie Botaniki Polskiej Akademii Nauk w Krakowie, gdzie pracowała do przejścia na emeryturę. Początkowo była pomocniczym pracownikiem naukowym, w listopadzie 1954 r. przeszła na stanowisko adiunkta, a od października 1965 była adiunktem stabilizowanym. Przez kilkanaście lat (1953–1967) sprawowała opiekę nad zielnikiem roślin naczyniowych, wspólnym dla placówki PAN i Uniwersytetu Jagiellońskiego. Rozpoczęła przygotowywanie rozprawy habilitacyjnej, ale nie zdołała jej ukończyć, ogłosiła jedynie część wyników badań (Pochodzenie flory kośnych łąk północnej części Tar i Podtatrza, „Fragmenta Floristica et Geobotanica”, 1965). 31 grudnia 1975 r. przeszła na emeryturę.
Była przed wojną członkinią Polskiego Towarzystwa Tatrzańskiego (1931–1939) oraz Towarzystwa Nauczycieli Szkół Średnich i Wyższych (1932 r.). Po wojnie należała do Związku Nauczycielstwa Polskiego oraz do Polskiego Towarzystwa Botanicznego (prawdopodobnie od końca lat 40. XX w.). Znała biegle język niemiecki, francuski oraz łacinę, słabiej język angielski.
Zmarła 20 kwietnia 1985 w Krakowie, pochowana została na cmentarzu Rakowickim we wspólnym grobie z mężem, zmarłym tragicznie latem 1971 r. w czasie zbierania roślin w górach greckich.

## Działalność naukowa
Od 1928 r. była zaangażowana w badania naukowe w Tatrach, a od 1962 r. również w Pieninach. Jeszcze przed II wojną światową odbyła kilka wypraw naukowych, m.in. w latach 1933–1936 uczestniczyła w corocznych badaniach w Górach Czywczyńskich w Karpatach Wschodnich, w 1936 była w Bułgarii, rok później w Rumunii, w 1938 — w Jugosławii. Po wojnie, wspólnie z mężem i jego asystentami, prowadziła badania fitosocjologiczne w górach Europy. Brała w związku z tym udział w podróżach naukowych: w 1957 r. do Jugosławii, a w 1959 do Austrii. W 1959 roku uczestniczyła w Międzynarodowej Wycieczce Geobotanicznej do Czechosłowacji. Ponadto wyjeżdżała do Austrii i Francji (1960), Włoch (1961), Jugosławii i Francji (1962), Rumunii (1963) i Francji (1964). 

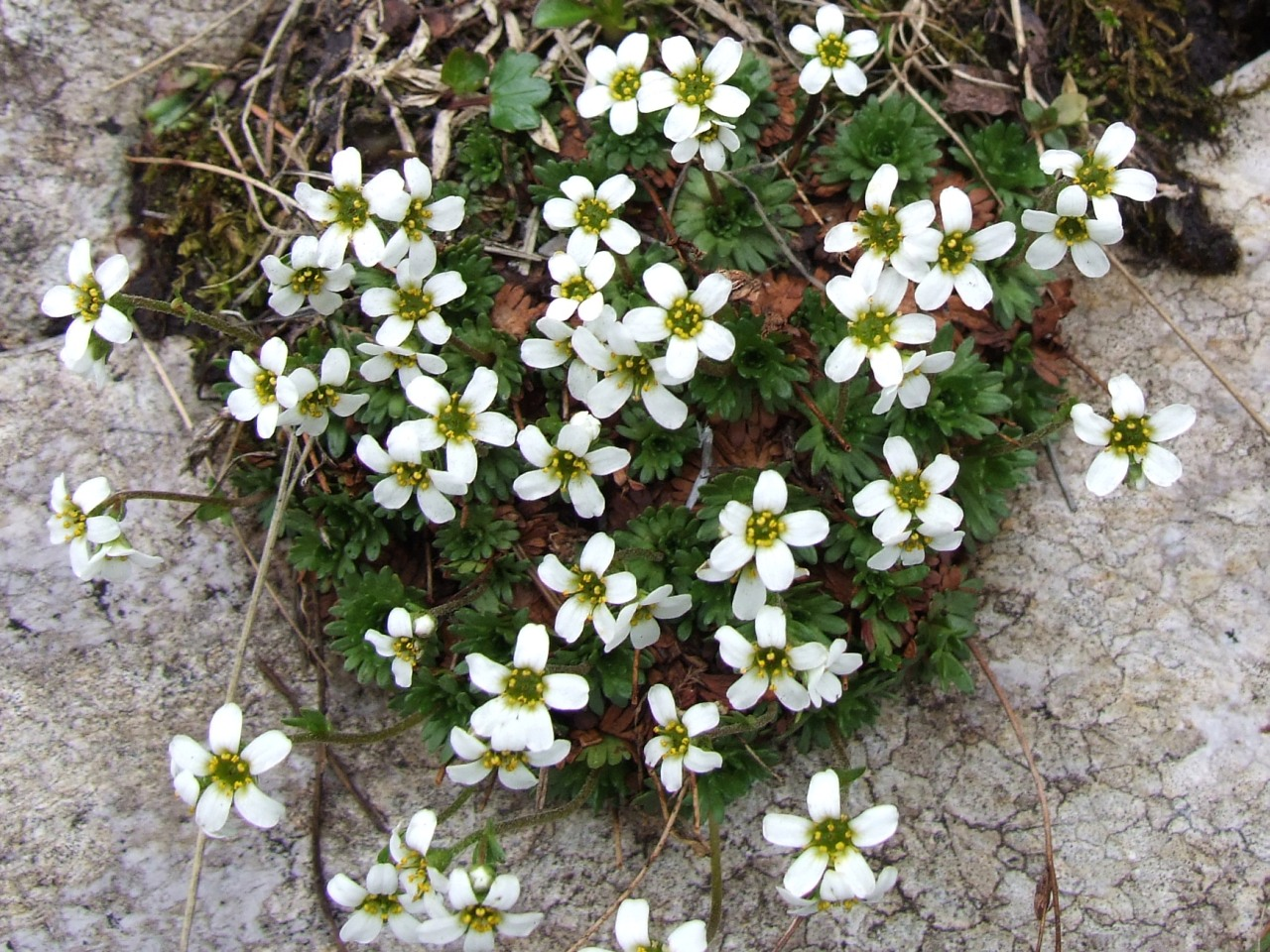
Skalnica tatrzańska (Saxifraga wahlenbergii Ball) - jeden z opracowanych przez S. Pawłowską endemitów tatrzańskich

Zainteresowania naukowe Stanisławy Pawłowskiej obejmowały systematykę, florystykę, fitogeografię i fitosocjologię. Przez lata pracy w Instytucie Botaniki PAN opracowała kilkanaście taksonów dla wydawnictwa Flora Polska (m.in. rodziny Saxifragaceae, Linacaea, Primulaceae, Geraniaceae, Oxalidaceae, Apocynaceae  i Zygophyllaceae oraz rodzaje Ajuga, Teucrium, Scutellaria, Marrubium, Sideritis, Swertia, Centaurium, Serratula czy Leontodon). Opracowała również dwa taksony dla wydawnictwa Flora Europaea (rodzaje Chrysosplenium i Soldanella). Łącznie ogłosiła 26 prac, w tym 23 naukowe i 3 popularnonaukowe. Poza wymienionymi wyżej były to m.in. Rośliny endemiczne w Polsce i ich ochrona („Ochrona Przyrody”, 1953), De Soldanellis, quae in parte septentrionali Carpatorum crescunt („Fragmenta Floristica et Geobotanica”, 1963), Charakterystyka statystyczna i elementy flory polskiej (w: Szata roślinna Polski, tom I, pod redakcją Władysława Szafera, 1959). 
Jest autorką nazw taksonów roślin, jej autorstwo standardowo oznaczane jest jako „Pawlowska” lub „S.Pawl.”. Przykładowe nazwy: Soldanella hungarica subsp. major (Neilr.) Pawlowska Fragm. Flor. Geobot., 9: 11 (1963), Soldanella × subtatrica S.Pawl. Fragm. Florist. Geobot. ix. 23 (1963).
Dla botaniki polskiej Stanisława Pawłowska zasłużyła się ponadto wspierając w pracy zawodowej męża. Nie tylko aktywnie uczestniczyła w badaniach terenowych, ale i wykonywała większość zadań redaktorskich przy jego publikacjach, w tym przy pierwszym powojennym wydaniu klucza Rośliny polskie (1953) współautorstwa Bogumiła Pawłowskiego, Władysława Szafera i Stanisława Kulczyńskiego. Poświęcała tym zadaniom dużo czasu. Zbiory botaniczne z badań terenowych, zgromadzone wspólnie przez małżeństwo Pawłowskich, częściowo zostały wcielone do Zielnika Instytutu Botaniki Uniwersytetu Jagiellońskiego, a część — około 30 tysięcy arkuszy — trafiło do Zielnika Instytutu Botaniki im. Władysława Szafera PAN w Krakowie (nie zostały jednak wcielone do zbioru głównego).
Na jej cześć nazwano gatunek przywrotnik Stanisławy (Alchemilla stanislaae).

## Wybrane publikacje
Prace naukowe:
- „Flora Polska”[1]: 
  - Rodziny: Crassulaceae, Saxifragaceae. W: W. Szafer, B. Pawłowski (red.), Flora Polska. Tom VII. PWN, Kraków, s. 32-84.
  - Rodziny: Linaceae, Geraniaceae, Oxalidaceae, Zygophyllaceae. W: W. Szafer, B. Pawłowski (red.), Flora Polska. Tom VIII. PWN, Kraków, 1959, s. 306-358.
  - Rodzina Primulaceae. W: B. Pawłowski (red.), Flora Polska. Tom X. PWN, Warszawa-Kraków, 1963, s. 38-47, 51-76.
  - Rodzaje: Ajuga, Teucrium, Scutellaria, Marrubium i Sideritis. W: B. Pawłowski (red.), Flora Polska. Tom XI. PWN, Warszawa-Kraków, 1967, s. 73-100.
  - Rodzina Apocynaceae oraz rodzaje: Swertia, Centaurium, Arctium, Saussurea, Serratula. W: B. Pawłowski, A. Jasiewicz (red.), Flora Polska. Tom XII. PWN, Warszawa-Kraków, s. 32-44, 353-357, 383-389, 391-395.
  - Rodzaje: Leontodon, Picris, Helminthia. W: B. Pawłowski, A. Jasiewicz (red.), Flora Polska. Tom XIII. PWN, Warszawa-Kraków, 1972, s. 156-174.
- Stanisława Pawłowska. Stanowisko systematyczne i rozmieszczenie geograficzne śledziennicy alpejskiej. „Mater. do Fizjogr. Kraju”. 4, s. 1-48, 1947. Kraków: Polska Akademia Umiejętności. (rozprawa doktorska)
- Stanisława Pawłowska. Rośliny endemiczne w Polsce i ich ochrona. „Ochrona Przyrody”. 20, s. 1-33, 1953..
- Stanisława Pawłowska. De nonnullis Saxifragis carpaticis et balcanicis. „Acta Soc. Bot. Pol.”. 22 (1), s. 225-244, 1953.
- Stanisława Pawłowska: Świat roślinny Tatr. W: Tatrzański Park Narodowy. W. Szafer (red). Kraków: Wyd. Zakładu Ochr. PAN, 1955, s. 132-180.
- Stanisława Pawłowska: Charakterystyka statystyczna i elementy flory polskiej. W: Szata roślinna Polski. Władysław Szafer (red.). T. I. Warszawa: PWN, 1959, s. 129-225.
- Bogumił Pawłowski, Stanisława Pawłowska, Kazimierz Zarzycki. Zespoły roślinne kośnych łąk północnej części Tatr i Podtatrza. „Fragmenta Floristica et Geobotanica”. 6 (2), s. 95-222, 1960.
- Stanisława Pawłowska. Pochodzenie flory kośnych łąk północnej części Tatr i Podtatrza. „Fragmenta Floristica et Geobotanica”. 11 (1), s. 33-52, 1965.
- Stanisława Pawłowska. Skalnica Wahlenberga, jedna z najciekawszych roślin naszej flory. „Wiadomości Botaniczne”. 12 (4), s. 283-288, 1968.
- Stanisława Pawłowska, Soldanella. „Flora Europaea”. Cambridge, t. 3, 1972.
- S. Pawłowska, I. Horvatr, S. Bertovic, B. Pawłowski i inni. Mapa fitosocjologiczna Sarniej Skały w Tatrach Zachodnich (1958).. „Ochrona Przyrody”. 43, s. 75-91, 1980.

Prace popularnonaukowe:
- Stanisława Pawłowska. Sasanki. „Chrońmy Przyrodę Ojczystą”. 7 (3-4), s. 3-18, 1951.
- S. Pawłowska, B. Pawłowski, K. Zarzycki. Badania fitosocjologiczne łąk ze szczególnym uwzględnieniem łąk Podtatrza i polskich Tatr. „Biblioteczka Wiadomości IMUZ”. 5. s. 7-63.